# Villa Griffoni Sant'Angelo (Castel Gabbiano)
Villa Griffoni Sant'Angelo (scritto anche Grifoni) è situata nel territorio del comune di Castel Gabbiano. Attorno ad essa è sorto l'intero centro abitativo. La villa è un esempio di accostamento tra lo stile medioevale, l'eleganza rococò e la natura circostante. La costruzione è attribuita, anche se con qualche dubbio, a Giovanni Ruggeri, architetto prediletto dalla borghesia milanese seicentesca.

## Storia
Il castello di Gabbiano venne acquistato dai conti Griffoni di Sant'Angelo nella seconda metà del '400, con lo scopo di trasformarlo in una preziosa villa nel tardo '600. Capostipite del casato fu Matteo Grifoni di Sant'Angelo in Vado, capitano di ventura. Giunto a Crema nel 1459, i Griffoni Sant'Angelo divennero uno dei casati più ricchi e potenti. Fu Matteo Grifoni ad acquistare le proprietà in Castel Gabbiano e possedettero la villa sino alla seconda metà del '700, quando il casato cremasco si estinse, con la morte di Angelo e del fratello Ernesto. In seguito, i fondi e le proprietà di Castel Gabbiano vennero aggiudicate al conte Alfonso San Severino, che trascurò la villa al punto tale che fu ceduta al cavalier Bernardino Branca, conte di Romanico. Nel 1937 il cavaliere iniziò sostanziali lavori di restauro e decorata dal maestro Guido Titta di Padova. Infine gli eredi del Branca vendettero la dimora il 21 aprile 1961 al tedesco Niklas Schrenck che la possiede tuttora e ne ha curato un ulteriore restauro.

## Architettura
L'elemento più antico della villa è il Dongione, massiccia costruzione in mattoni a vista che riporta al tardo medioevo e usata come bastione. La villa ha subito diversi restauri. A metà del '700 gli interni vennero decorati con stucchi ed affreschi in stile rococò.

## Stemma
Lo stemma della casata è costituito da uno scudo dove è raffigurata una testa di grifone bianco in campo verde. Il grifone era un grosso rapace, facilmente avvistabile e presente fino alla fine del secolo scorso nel territorio cremasco. Il corpo di questo volatile nel periodo classico veniva rappresentato con la parte superiore d'aquila e la metà inferiore di leone. La mitologia lo considerava come guardiano dei luoghi sacri o delle tombe, ma è anche simbolo sia di regalità terrestre che celeste e il suo significato è assimilabile alla potenza e alla perfezione.

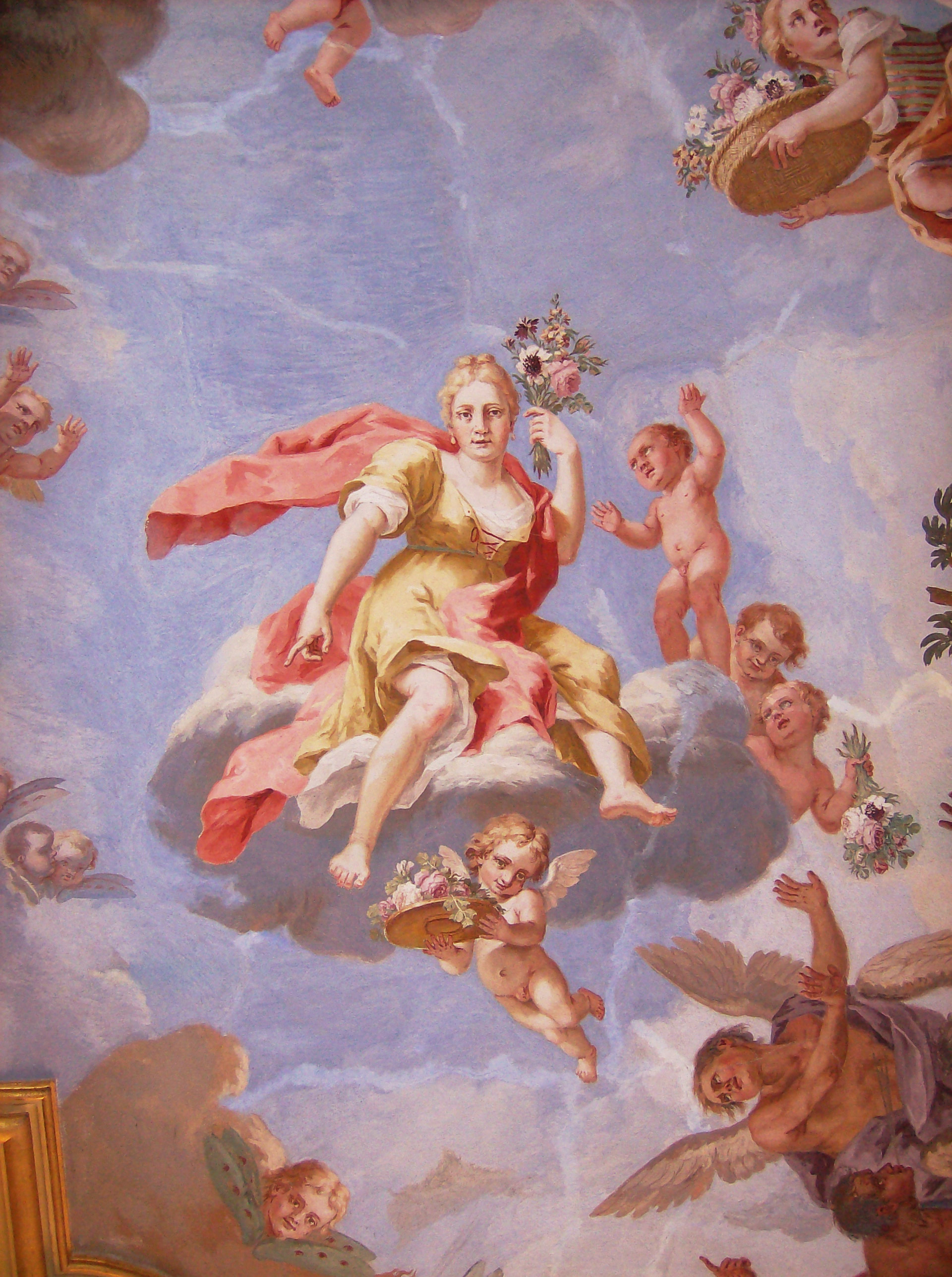
Villa Griffoni. Castel Gabbiano (Cremona) Affresco del XVIII secolo.